# Schnellfahrstrecke Lissabon–Madrid
| Spurweite: | 1435 / 1668 mm |                                       |                                       |
| Stromsystem: | 25 kV, 50 Hz ~ |                                       |                                       |
| Streckengeschwindigkeit: | 250 km/h       |                                       |                                       |
| |                |                                       |                                       |
| \| \| \| Madrid-Atocha \| \| \| \| \| \| \| \| \| \| \| \| \| \| \| \| \| \| \| \| Doce de Octubre \| \| \| \| \| \| \| \| \| \| \| \| \| \| \| zur Breitspurstrecke nach Sevilla \| \| \| \| \| \| \| \| \| \| Villaverde Alto \| \| \| \| \| nach Parla \| \| \| \| \| Zarzaquemada \| \| \| \| \| Leganés \| \| \| \| \| Fuenlabrada \| \| \| \| \| \| \| \| \| \| Griñón \| \| \| \| \| Illescas \| \| \| \| \| Villaluenga-Yuncler \| \| \| \| \| zur Schnellfahrstrecke Madrid–Sevilla \| \| \| \| \| Torrijos \| \| \| \| \| Erustes \| \| \| \| \| Montearagón \| \| \| \| \| Talavera de la Reina \| \| \| \| \| Oropesa de Toledo \| \| \| \| \| Navalmoral de la Mata \| \| \| \| \| Casatejada \| \| \| \| \| La Bazagona \| \| \| \| \| Monfragüe \| \| \| \| \| Plasencia \| \| \| \| \| \| \| \| \| \| Mirabel \| \| \| \| \| \| \| \| \| \| Cañaveral \| \| \| \| \| Tajo \| \| \| \| \| Almonte-Eisenbahnbrücke Río Almonte \| \| \| \| \| \| \| \| \| \| Abzweigstelle Casa del Torre \| \| \| \| \| Cáceres \| \| \| \| \| nach Valencia de Alcántara \| \| \| \| \| \| \| \| \| \| \| \| \| \| \| \| \| \| \| \| \| \| \| \| \| Aljucén \| \| \| \| \| \| \| \| \| \| Mérida \| \| \| \| \| \| \| \| \| \| Garrovilla-Las Vegas \| \| \| \| \| Montijo \| \| \| \| \| Montijo El Molino \| \| \| \| \| Guadiana \| \| \| \| \| Río Gévora \| \| \| \| \| Badajoz \| \| \| \| \| Güterbahnhof Badajoz \| \| \| \| \| Spanien / Portugal \| \| \| \| \| Linha do Leste \| \| \| \| \| \| \| \| \| \| Évora \| \| \| \| \| Linha de Évora \| \| \| \| \| Linha do Alentejo von Beja \| \| \| \| \| Poceirão \| \| \| \| \| Linha do Alentejo nach Lissabon \| \| \| \| \| Linha do Sul \| \| \| \| \| Linha do Alentejo \| \| \| \| \| Rio Tejo \| \| \| \| \| Ringbahn Lissabon \| \| \| \| \| Lissabon Oriente \| \| \| \| \| Linha do Norte (Portugal) \| \| \| \| \| \| \| \| [1][2] \| \| \| \| |                |                                       |                                       |
| Bahnhof (im Tunnel) |                | Madrid-Atocha                         | Madrid-Atocha                         |
| Tunnelende |                |                                       |                                       |
| Tunnel |                |                                       |                                       |
| Tunnelanfang |                |                                       |                                       |
| Bahnhof (im Tunnel) |                | Doce de Octubre                       | Doce de Octubre                       |
| Tunnelende |                |                                       |                                       |
| Tunnelanfang |                |                                       |                                       |
| Abzweig geradeaus und nach links (im Tunnel) |                | zur Breitspurstrecke nach Sevilla     | zur Breitspurstrecke nach Sevilla     |
| Tunnelende |                |                                       |                                       |
| Bahnhof |                | Villaverde Alto                       | Villaverde Alto                       |
| Abzweig geradeaus und nach links |                | nach Parla                            | nach Parla                            |
| Bahnhof |                | Zarzaquemada                          | Zarzaquemada                          |
| Bahnhof |                | Leganés                               | Leganés                               |
| Bahnhof |                | Fuenlabrada                           | Fuenlabrada                           |
| Dienststation / Betriebs- oder Güterbahnhof |                |                                       |                                       |
| Bahnhof |                | Griñón                                | Griñón                                |
| Bahnhof |                | Illescas                              | Illescas                              |
| Bahnhof |                | Villaluenga-Yuncler                   | Villaluenga-Yuncler                   |
| Abzweig geradeaus und ehemals von links |                | zur Schnellfahrstrecke Madrid–Sevilla | zur Schnellfahrstrecke Madrid–Sevilla |
| Bahnhof |                | Torrijos                              | Torrijos                              |
| Bahnhof |                | Erustes                               | Erustes                               |
| Bahnhof |                | Montearagón                           | Montearagón                           |
| Bahnhof |                | Talavera de la Reina                  | Talavera de la Reina                  |
| Bahnhof |                | Oropesa de Toledo                     | Oropesa de Toledo                     |
| Bahnhof |                | Navalmoral de la Mata                 | Navalmoral de la Mata                 |
| Bahnhof |                | Casatejada                            | Casatejada                            |
| Bahnhof |                | La Bazagona                           | La Bazagona                           |
| Bahnhof |                | Monfragüe                             | Monfragüe                             |
| Kopfbahnhof Streckenanfang · Strecke |                | Plasencia                             | Plasencia                             |
| Abzweig geradeaus, nach links und von links · Abzweig geradeaus, nach rechts und von rechts |                |                                       |                                       |
| Strecke · Bahnhof |                | Mirabel                               | Mirabel                               |
| Strecke nach links · Kreuzung geradeaus unten · Strecke von rechts |                |                                       |                                       |
| Bahnhof · Strecke |                | Cañaveral                             | Cañaveral                             |
| Brücke über Wasserlauf · Brücke über Wasserlauf |                | Tajo                                  | Tajo                                  |
| Brücke über Wasserlauf · Brücke über Wasserlauf |                | Almonte-Eisenbahnbrücke Río Almonte   | Almonte-Eisenbahnbrücke Río Almonte   |
| Strecke von links · Kreuzung geradeaus unten · Strecke nach rechts |                |                                       |                                       |
| Strecke nach links · Abzweig geradeaus und von rechts |                | Abzweigstelle Casa del Torre          | Abzweigstelle Casa del Torre          |
| Bahnhof |                | Cáceres                               | Cáceres                               |
| Abzweig geradeaus und nach rechts |                | nach Valencia de Alcántara            | nach Valencia de Alcántara            |
| Strecke von links · Abzweig ehemals geradeaus und nach rechts |                |                                       |                                       |
| Strecke nach links · Kreuzung geradeaus unten (Strecke geradeaus außer Betrieb) · Strecke von rechts |                |                                       |                                       |
| Strecke von links · Kreuzung geradeaus unten (Strecke geradeaus außer Betrieb) · Strecke nach rechts |                |                                       |                                       |
| Strecke · Abzweig geradeaus, nach links und von links (Strecke außer Betrieb) · Strecke von rechts (außer Betrieb) |                |                                       |                                       |
| Strecke · Strecke (außer Betrieb) · Bahnhof (Strecke außer Betrieb) |                | Aljucén                               | Aljucén                               |
| Abzweig geradeaus, nach links und von links · Kreuzung geradeaus unten (Strecke geradeaus außer Betrieb) · Abzweig ehemals geradeaus und von rechts |                |                                       |                                       |
| Strecke · Strecke (außer Betrieb) · Kopfbahnhof Streckenende |                | Mérida                                | Mérida                                |
| Strecke nach links · Abzweig ehemals geradeaus und von rechts |                |                                       |                                       |
| Haltepunkt / Haltestelle |                | Garrovilla-Las Vegas                  | Garrovilla-Las Vegas                  |
| Bahnhof |                | Montijo                               | Montijo                               |
| Bahnhof |                | Montijo El Molino                     | Montijo El Molino                     |
| Bahnhof |                | Guadiana                              | Guadiana                              |
| Brücke über Wasserlauf |                | Río Gévora                            | Río Gévora                            |
| Bahnhof |                | Badajoz                               | Badajoz                               |
| Dienststation / Betriebs- oder Güterbahnhof |                | Güterbahnhof Badajoz                  | Güterbahnhof Badajoz                  |
| Grenze |                | Spanien / Portugal                    | Spanien / Portugal                    |
| Abzweig ehemals geradeaus, nach rechts und ehemals von rechts |                | Linha do Leste                        | Linha do Leste                        |
| Abzweig geradeaus und nach links (Strecke außer Betrieb) · Strecke von rechts (außer Betrieb) |                |                                       |                                       |
| Strecke (außer Betrieb) · Kopfbahnhof Strecke bis hier außer Betrieb |                | Évora                                 | Évora                                 |
| Strecke (außer Betrieb) · Strecke nach links |                | Linha de Évora                        | Linha de Évora                        |
| Abzweig ehemals geradeaus und von rechts |                | Linha do Alentejo von Beja            | Linha do Alentejo von Beja            |
| Bahnhof |                | Poceirão                              | Poceirão                              |
| Abzweig ehemals geradeaus und nach rechts |                | Linha do Alentejo nach Lissabon       | Linha do Alentejo nach Lissabon       |
| Abzweig geradeaus, nach links und von links (Strecke außer Betrieb) |                | Linha do Sul                          | Linha do Sul                          |
| Kreuzung geradeaus oben (Strecken außer Betrieb) |                | Linha do Alentejo                     | Linha do Alentejo                     |
| Brücke über Wasserlauf (Strecke außer Betrieb) |                | Rio Tejo                              | Rio Tejo                              |
| Abzweig geradeaus, ehemals nach links und von links (Strecke außer Betrieb) |                | Ringbahn Lissabon                     | Ringbahn Lissabon                     |
| Bahnhof |                | Lissabon Oriente                      | Lissabon Oriente                      |
| Strecke |                | Linha do Norte (Portugal)             | Linha do Norte (Portugal)             |
| |                |                                       |                                       |
| [ 1 ] [ 2 ] |                |                                       |                                       |

Die Schnellfahrstrecke Lissabon–Madrid (spanisch Línea de alta velocidad Madrid-Extremadura) ist ein im Bau befindliches Projekt, von dem Abschnitte bereits in Betrieb sind. Die Strecke ist Teil der Europäischen Eisenbahnachse für den Güterverkehr (TEN-V Vorrangige Achse 16) Sines/Algeciras–Madrid–Paris. Die Fahrzeit zwischen Lissabon und Madrid soll nach Fertigstellung bei 2 Stunden und 45 Minuten liegen.
Nach mehrmaligem Verschieben des Projektes in Portugal soll 2025 ein 100 km langer Abschnitt eröffnet werden, der die Fahrzeit von Lissabon bis zur spanischen Grenze (Badajoz) auf weniger als zwei Stunden verkürzt. Fertiggestellt ist ebenfalls der spanische Abschnitt von Badajoz nach Plasencia. 2025 sollen dann gemäß der Renfe Verbindungen von Madrid nach Lissabon in fünf bzw. 5:30 Stunden angeboten werden, die etwa zur Hälfte Altstrecken nutzen. Aus diesem Grund wurden auch die Neubaustrecken in Breitspur und in Portugal hauptsächlich nur eingleisig ausgeführt. Ursprünglich geplant waren sie noch in Normalspur und durchgängig zweigleisig. Gemäß der spanischen Verkehrsministerin Raquel Sánchez wird zukünftig (nach 2030) eine Reisezeit zwischen den beiden Hauptstädten von drei bis vier Stunden angepeilt.

## Geschichte

### Portugiesischer Abschnitt
Der portugiesische Abschnitt der Strecke ist eine von ursprünglich vier geplanten Hochgeschwindigkeitsstrecken in Portugal, von denen drei nach Spanien führen und die in den Jahren 2013 bis 2015 in Betrieb gehen sollten. Mit dem Bau der Schnellfahrstrecke Lissabon–Madrid sollte 2010 begonnen werden, 2013 sollten die ersten Züge auf der Gesamtstrecke verkehren. 2010 wurden die Kosten für den Bau auf etwa 1,5 Mrd. Euro veranschlagt.
Die Bauarbeiten für den Streckenabschnitt Poceirão–Caia begannen nach mehreren Verzögerungen 2011. Am 29. Juli 2011 stoppte der Premierminister Pedro Passos Coelho das Projekt wegen der Finanzkrise Portugals. Ein Verzicht auf die Strecke wurde erwogen, hätte aber aufgrund der bereits abgeschlossenen Bauverträge hohe Konventionalstrafen mit sich gebracht. Auf den Bau der dritten Tejobrücke wurde aufgrund der Finanzkrise Portugals zunächst verzichtet, die Züge sollen ab Poceirão bis auf weiteres über die Altbaustrecke nach Lissabon fahren. Am 5. April 2012 wurde die Bauvergabe für den Abschnitt Grenze–Poceirão vom zentralen Gerichtshof Portugals für nichtig erklärt und das Projekt einer Schnellfahrstrecke von Madrid nach Lissabon wie auch die Schnellfahrstrecke Lissabon–Porto von der Regierung für eingestellt erklärt.
Im Januar 2021 gab die Regierung Portugals bekannt, den Streckenabschnitt Évora–Elvas (Nova Linha de Évora) bis Ende des Jahres 2023 fertigzustellen. Damit könnten ab Dezember 2023 Hochgeschwindigkeitszüge zwischen Lissabon und Madrid verkehren. Mitte 2022 befand sich dieser Streckenabschnitt „im fortgeschrittenen Baustadium“. Wie schon auf spanischer Seite wird die Neubaustrecke in Breitspur und weitgehend eingleisig errichtet. Die Brückenbauwerke wurden nur eingleisig errichtet, mit Ausnahme der Fundamente für eine mögliche spätere Verbreiterung. Laut Miguel Cruz (Staatssekretär im portugiesischen Finanzministerium) im Januar 2024 werden die Bauarbeiten in der ersten Hälfte des Jahres 2024 abgeschlossen. Die Eröffnung der Strecke ist für 2025 geplant.
Auch die lange aufgeschobene dritte Tejoquerung soll jetzt bis etwa 2030 fertiggestellt werden. Durch sie wird die Verbindung Lissabon-Madrid um eine halbe Stunde beschleunigt, da Züge die alte Ponte 25 de Abril nur mit 60 km/h befahren dürfen.

### Spanischer Abschnitt
2008 wurden die ersten Baulose für den Raum Badajoz an diverse Konsortien vergeben. 2012 befand sich die Strecke im spanischen Abschnitt im Bau.
Als 2012 das Projekt in Portugal gestoppt wurde, wurde am spanischen Abschnitt weiter gebaut, aber ohne einen konkreten Fertigstellungstermin zu nennen.
Nachdem der Anschluss der spanischen Strecke in Richtung Portugal durch die dort unsichere Finanz- und Planungslage fraglich schien, entschied sich die spanische Seite, den Neubau der Strecke zwischen Badajoz und Plasencia zunächst mit einem Gleis in 1668 mm-Spur umzusetzen, um so zum einen über die Bestandsstrecke Plasencia–Madrid den durchlaufenden Verkehr zwischen Badajoz und Madrid ohne Spurweitenwechsel aufnehmen zu können aber – falls und wenn der Anschluss nach Portugal hergestellt wird – eine anschließende Neubaustrecke zur Verfügung zu haben. Der Neubauabschnitt wurde am 23. Juni 2022 offiziell eröffnet, der planmäßige Betrieb am 19. Juli 2022 aufgenommen, wobei die Elektrifizierung der Neubaustrecke erst 2023 abgeschlossen werden soll. Der Fahrzeitgewinn in der Verbindung Badajoz–Madrid beträgt 50 Minuten, die Kosten für den Neubauabschnitt 1,2 Mrd. Euro.
Der 69 Kilometer lange Abschnitt von Plasencia nach Oropesa ist im Bau, er soll 2025 fertiggestellt werden und führt wie schon beim fertiggestellten Abschnitt Badajoz-Plasencia (165 km) weitgehend parallel zur Altstrecke, die nach Eröffnung der Neubaustrecke aufgelassen wird. Für den dritten Abschnitt von Oropesa nach Toledo liegt die Umweltverträglichkeitsprüfung vor. Alle drei Abschnitte wurden bzw. werden zunächst in Breitspur und überwiegend zweigleisig gebaut, sollen aber trotzdem weitgehend mit 300 km/h mit AVE-Zügen befahren werden.

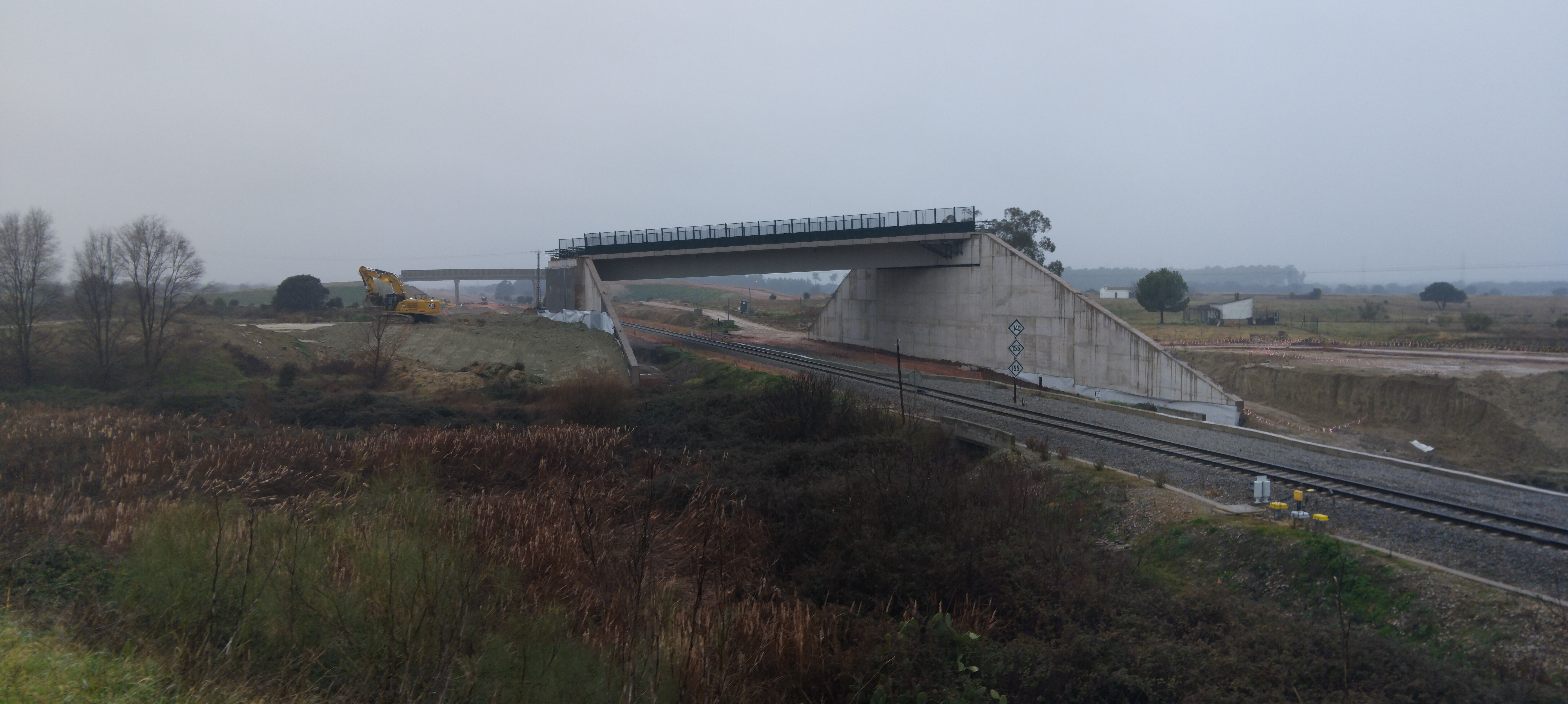
Bau der Schnellfahrstrecke bei Navalmoral de la Mata (Anfang 2025). Deutlich zu erkennen der breite Bahndamm, der für eine spätere Zweigleisigkeit in Normalspur ausgelegt wurde.

Aufgrund der Entscheidung, die Strecke zunächst in Breitspur zu errichten, wurden und werden alle neuen Bahnhöfe und Ortsumgehungen nicht gebaut, wie der neue internationale Bahnhof Elvas-Badajoz (direkt auf der spanisch-portugiesischen Grenze) sowie bei Cáceres und Navalmoral de la Mata, damit bei der späteren Umstellung auf Normalspur die Bahnhöfe nicht teilweise neu gebaut werden müssten. Die Neubaustrecke fädelt dort jeweils in die kurvige Altbaustrecke und zu den Innenstadtbahnhöfen ein. Bisher ungeklärt ist auch die Anbindung des Bahnhof Toledo und der Schnellfahrstrecke Madrid–Toledo in Normalspur, die einen Tunnel unter der Stadt oder die Verlegung des Bahnhofs nach Osten notwendig machen würde.

## Infrastruktur
Die Strecke verläuft über 473 km auf spanischem und 203 km auf portugiesischem Staatsgebiet und soll südlich von Madrid beim Bahnhof Villaluenga-Yuncler in die Schnellfahrstrecke Madrid–Sevilla münden. Die Strecke ist, soweit schon betrieben, derzeit nur abschnittsweise elektrifiziert: Der Abschnitt zwischen Plasencia und dem Anschluss an die Schnellfahrstrecke Madrid–Sevilla bleibt vorerst ohne Oberleitung. Verwendet wird Einphasenwechselspannung von 25 kV, 50 Hz. Die vorgesehen zulässige Höchstgeschwindigkeit beträgt 250 km/h. Die Strecke ist bisher – zumindest im spanischen Abschnitt – eingleisig.
Mit dem ursprünglich geplanten Bau in Regel- statt in iberischer Breitspur sollte die Verbindung mit dem Eisenbahnnetz Europas vereinfacht werden. Die Eröffnung des Neubauabschnitts Badajoz–Plasencia in iberischer Breitspur kann als Provisorium bis zur Fertigstellung der Gesamtstrecke betrachtet werden.
Die Strecke wird durch den Europäischen Fonds für regionale Entwicklung kofinanziert.
Sie soll sowohl für den Personen- als auch für den Güterverkehr genutzt werden und für den Güterverkehr am Tiefseehafen Sines enden.

## Betrieb
Zwischen Badajoz und Madrid werden derzeit (2022) umspurbare Zweikrafttriebzüge der RENFE-Baureihe 730 eingesetzt, die im Dieselbetrieb eine Höchstgeschwindigkeit von 180 km/h erreichen.
Der grenzüberschreitende Personenverkehr soll künftig die Bahnhöfe Madrid-Atocha und Lissabon-Oriente verbinden. Südlich von Lissabon soll der geplante Neue Flughafen Lissabon durch eine Zweigstrecke angeschlossen werden. Ebenso ist Mérida in Spanien mit einer Stichstrecke an die neue Strecke angeschlossen.